# Anton Steck
Anton Steck (* 1965 bei Freudenstadt) ist ein deutscher Violinist und Dirigent.

## Leben
Anton Steck begann mit dem Studium der modernen Violine bei Jörg-Wolfgang Jahn in Karlsruhe und der Barockvioline bei Reinhard Goebel in Köln. 
Nach seinen Studien war er als Konzertmeister bei Musica Antiqua Köln und dem französischen Ensemble Les Musiciens du Louvre unter Marc Minkowski tätig. Mit diesen Ensembles gab er weltweit Konzerte und wirkte bei mehr als 30 CD-Produktionen mit. 1996 war er Mitbegründer des Schuppanzigh-Quartetts, dessen 1. Geiger er ist. Von 2005 bis 2008 war er Konzertmeister von Concerto Köln. 1997 debütierte er als Dirigent mit dem Händelfestspielorchester Halle, von 1999 bis 2003 war er künstlerischer Leiter dieses Ensembles.
Neben der intensiven Beschäftigung mit der Instrumentalmusik der Barockzeit setzt sich Steck verstärkt mit virtuoser Violinmusik vor 1830 auseinander. Sein Repertoire reicht von Sonaten des Frühbarock bis zu Violinkonzerten von Louis Spohr. Die Einspielung der unbekannten Sonaten KV 55–60 von Mozart und der Sonaten von Johann Georg Pisendel wurden mit mehreren internationalen Schallplattenpreisen ausgezeichnet.
Neben seiner regen Konzerttätigkeit ist Anton Steck seit 2000 Professor für Barockvioline und Leiter des Barockorchesters der Staatlichen Hochschule für Musik Trossingen. 2009 gründete er mit Musikerkollegen das Ensemble Antonianum.
Anton Steck spielt Geigen, die Jakob Stainer (1658) und Alessandro Gagliano (1701) zugeschrieben sind.